# Livorno Ferraris
Livorno Ferraris (piemontiul: Livorn Feràris) település Olaszországban, Vercelli megyében. Lakosainak száma 4195 fő (2023. január 1.). Livorno Ferraris Bianzè, Crescentino, Fontanetto Po, Moncrivello, Trino, Cigliano, Lamporo és Saluggia községekkel határos.

## Népesség
A település népességének változása:
| Lakosok száma | 4417 | 4345 | 4195 |
|               | 2017 | 2018 | 2023 |